# 市川團十郎
- 市川団十郎
- 市川團十郎

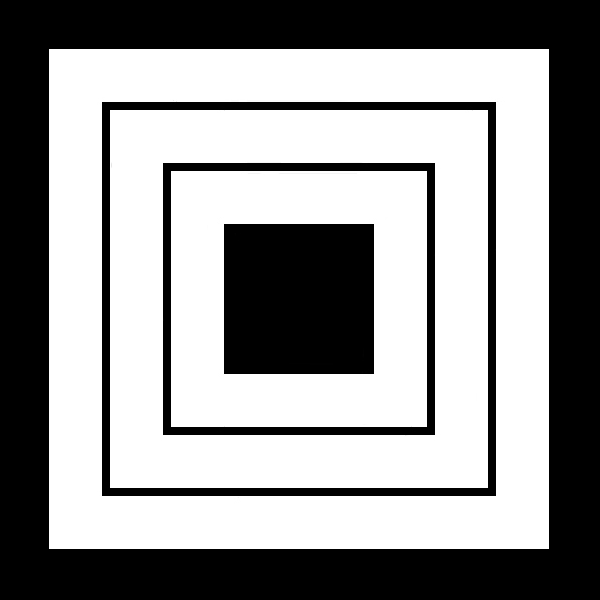
三升

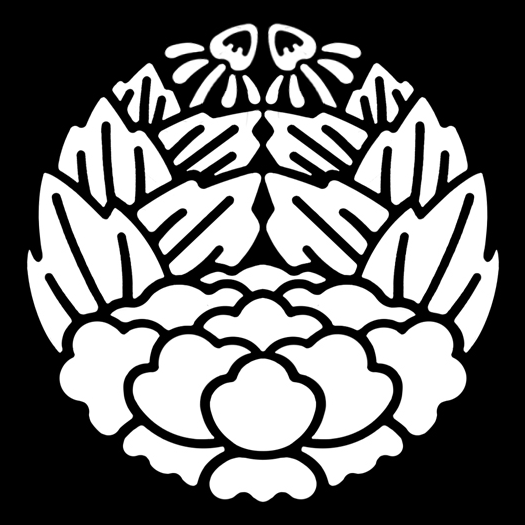
杏葉牡丹

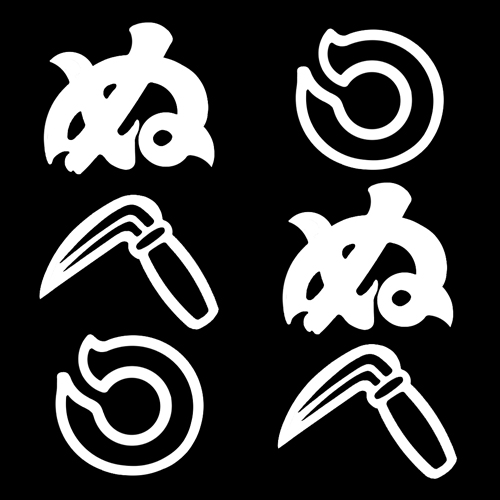
鎌輪ぬ

市川 団十郎（いちかわ だんじゅうろう、旧字体：市川 團十郎）は、歌舞伎役者の名跡。屋号は成田屋。定紋は三升（みます）、替紋は杏葉牡丹（ぎょうよう ぼたん）。役者文様は鎌輪ぬ（かまわぬ）。江戸時代の元禄より、当代の十三代目市川團十郎まで13代、追贈1名を数える。

## 解説
市川團十郎家は歌舞伎の市川流の家元であり、歌舞伎の市川一門の宗家でもある。その長い歴史と数々の事績から、市川團十郎は歌舞伎役者の名跡のなかでも最も権威のある名とみなされている。
團十郎と関わりの深い名跡に市川海老蔵がある。前期の市川團十郎には團十郎 → 海老蔵と襲名する例が目立ち、後期にはこれが逆転して海老蔵 → 團十郎と襲名する例が目立つようになる。
先代の十二代目團十郎が最初に襲名したのが市川新之助、その子で当代の海老蔵が最初に襲名したのも市川新之助だったため、市川宗家では新之助 → 海老蔵 → 團十郎と襲名するのが通例だと誤解されがちだが、実際にかつて新之助を名乗った者がのちに團十郎を襲名したのは、この十二代目の他には七代目と八代目があるのみである（詳細は「市川海老蔵」の項を参照）。
その圧倒的な存在感の一方、團十郎の名跡は代々のうち半数が何らかの形で非業の最期を遂げていることでも知られている。初代は舞台上で共演の役者によって刺殺され（満44歳）、三代目は公演先の大坂で病を得て江戸には戻ったものの2か月後に死去（満21歳）。六代目は風邪をこじらせて急死（満21歳）、八代目は公演先の大坂で謎の自殺を遂げ（満31歳）、十一代目は團十郎襲名後わずか3年半で病死（満56歳）。十二代目は白血病を患い、9年間におよぶ闘病の末死去した（満66歳）。代々の墓は青山霊園にある。

## 市川團十郎代々
- 初代 市川團十郎
  - 役者であった堀越重蔵の長男、1660–1704年（生島半六により刺殺）。
  - 初代市川海老蔵 → 初代市川團十郎
- 二代目 市川團十郎
  - 初代の長男、1688–1758年。
  - 初代市川九蔵 → 二代目市川團十郎 → 二代目市川海老蔵
- 三代目 市川團十郎
  - 二代目の養子、1721–1742年。実父は二代目の高弟の三升屋助十郎。
  - 初代市川升五郎 → 三代目市川團十郎
- 四代目 市川團十郎
  - 二代目の養子、1711–78。実父は芝居茶屋の和泉屋勘十郎、あるいは二代目團十郎。
  - 初代松本七蔵 → 二代目松本幸四郎 → 四代目市川團十郎 → 二代目松本幸四郎 → 三代目市川海老蔵
- 五代目 市川團十郎
  - 四代目の子、1741–1804年。
  - 三代目松本幸四郎 → 五代目市川團十郎 → 三代目松本幸四郎 → 市川蝦蔵 → 成田屋七左衛門（隠居名）→ 初代市川白猿（舞台復帰後）
- 六代目 市川團十郎
  - 五代目の子、1778–1799年。
  - 四代目市川海老蔵 → 六代目市川團十郎
- 七代目 市川團十郎
  - 五代目の孫で六代目の養子、1791–1859年。
  - 初代市川新之助 →（五代目）市川ゑび蔵 → 七代目市川團十郎 → 五代目市川海老蔵 → 成田屋七左衛門（蟄居謹慎時）→ 幡谷重蔵（旅回り）→ 二代目市川白猿
- 八代目 市川團十郎
  - 七代目の長男、1823–1854年（自殺）。
  - 二代目市川新之助 → 六代目市川海老蔵 → 八代目市川團十郎
- 九代目 市川團十郎
  - 七代目の五男、1838–1903年。
  - 三代目河原崎長十郎 → 初代河原崎権十郎 → 七代目河原崎権之助 → 河原崎三升 → 九代目市川團十郎
- 贈十代目 市川團十郎
  - 九代目の婿養子（長女・二代目市川翠扇の夫）、1880–1956。実父は日本橋の履物商で、後に東京市議となった稲延利兵衛。
  - 堀越福三郎 → 五代目市川三升 → 贈十代目市川團十郎（告別式で追贈）
- 十一代目 市川團十郎
  - 贈十代目の養子、1909–1965年。実父は七代目松本幸四郎。
  - 初代松本金太郎 → 九代目市川高麗蔵 → 九代目市川海老蔵 → 十一代目市川團十郎
- 十二代目 市川團十郎
  - 十一代目の長男、1946–2013年。
  - 市川夏雄 → 六代目市川新之助 → 十代目市川海老蔵 → 十二代目市川團十郎
- 十三代目 市川團十郎
  - 十二代目の長男、1977年–。当代。
  - 七代目市川新之助 → 十一代目市川海老蔵 → 十三代目市川團十郎 白猿

## ギャラリー

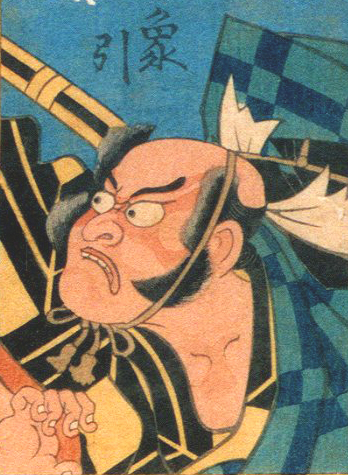
初代市川團十郎
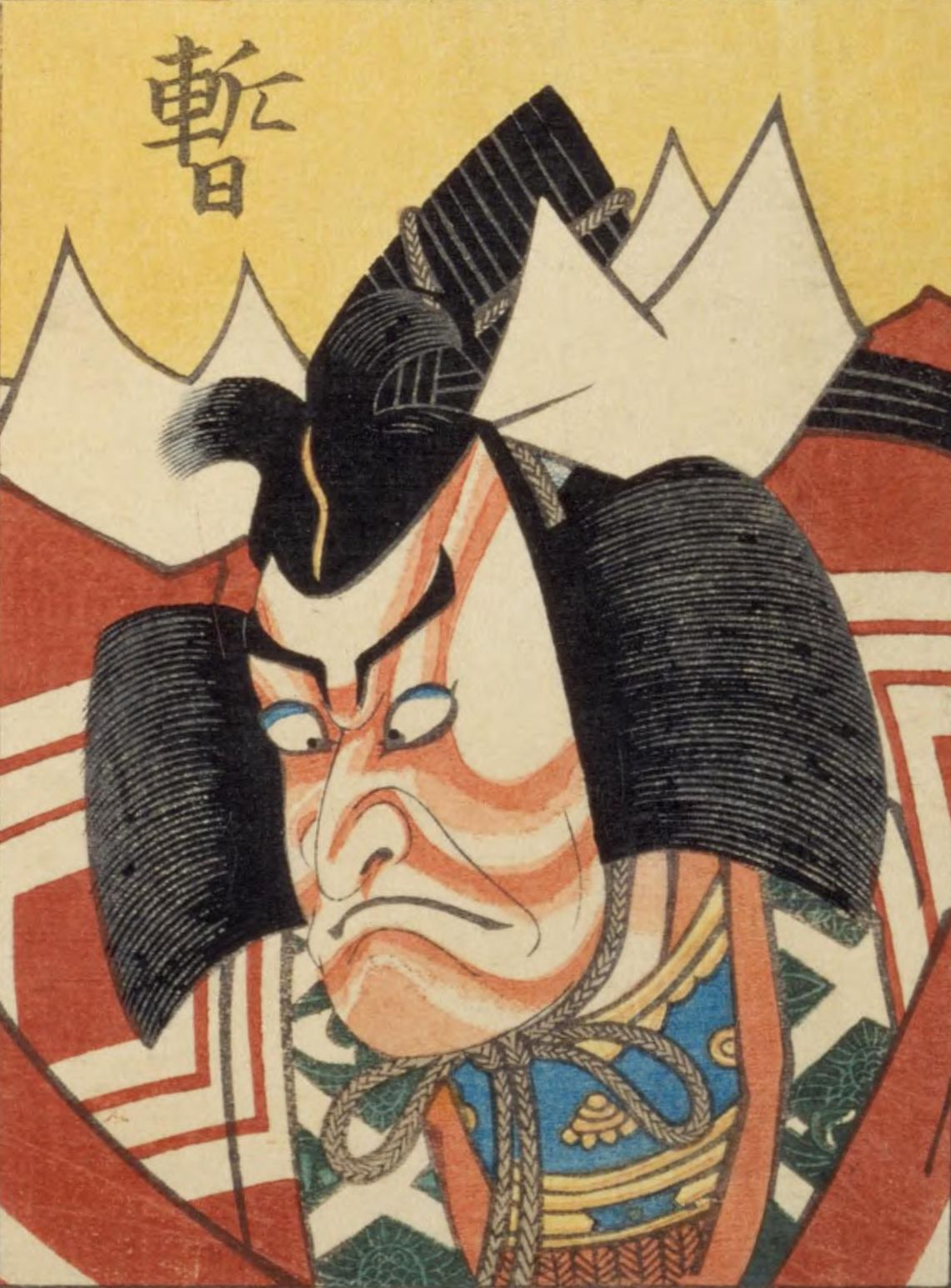
二代目市川團十郎
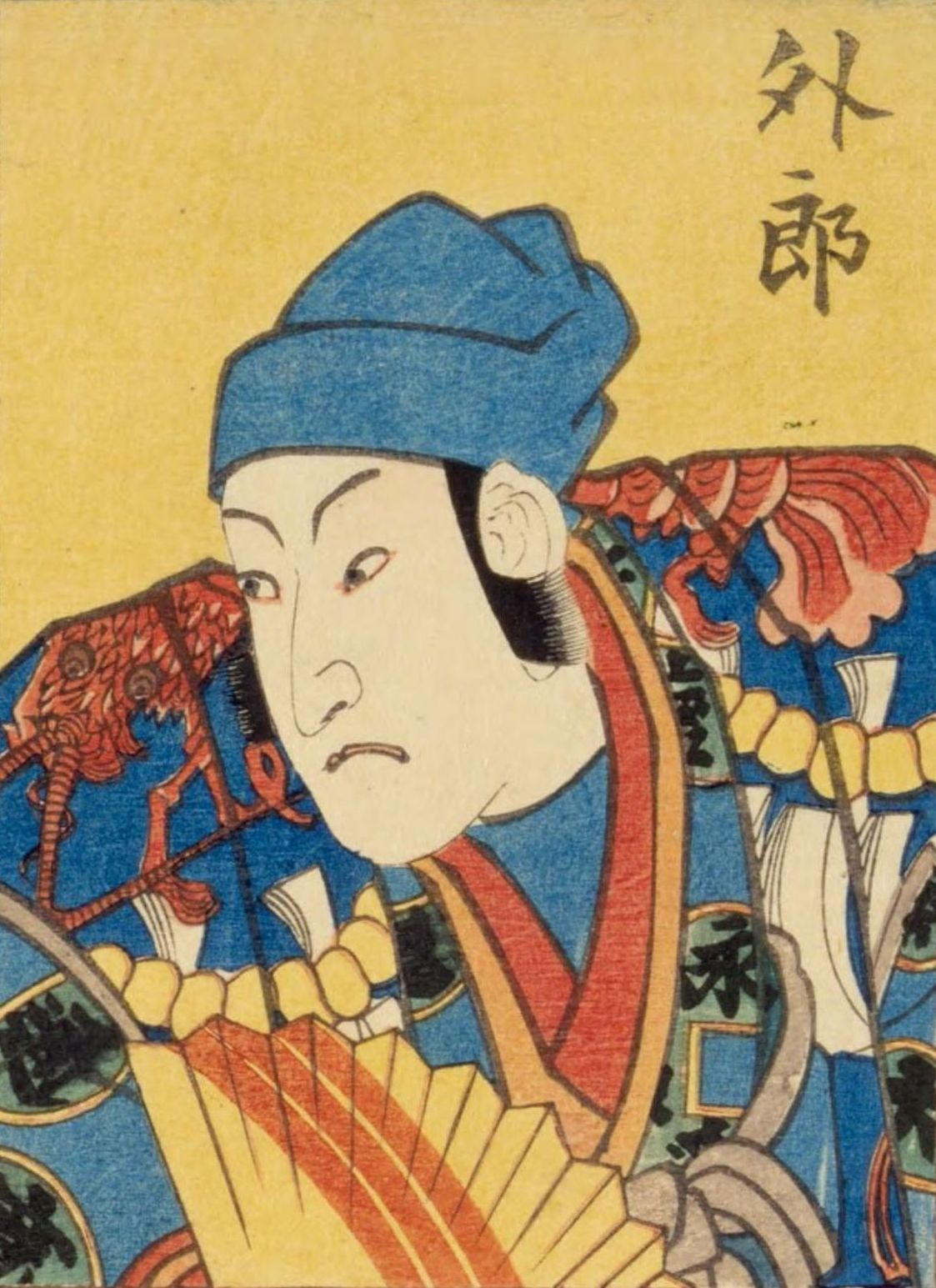
三代目市川團十郎
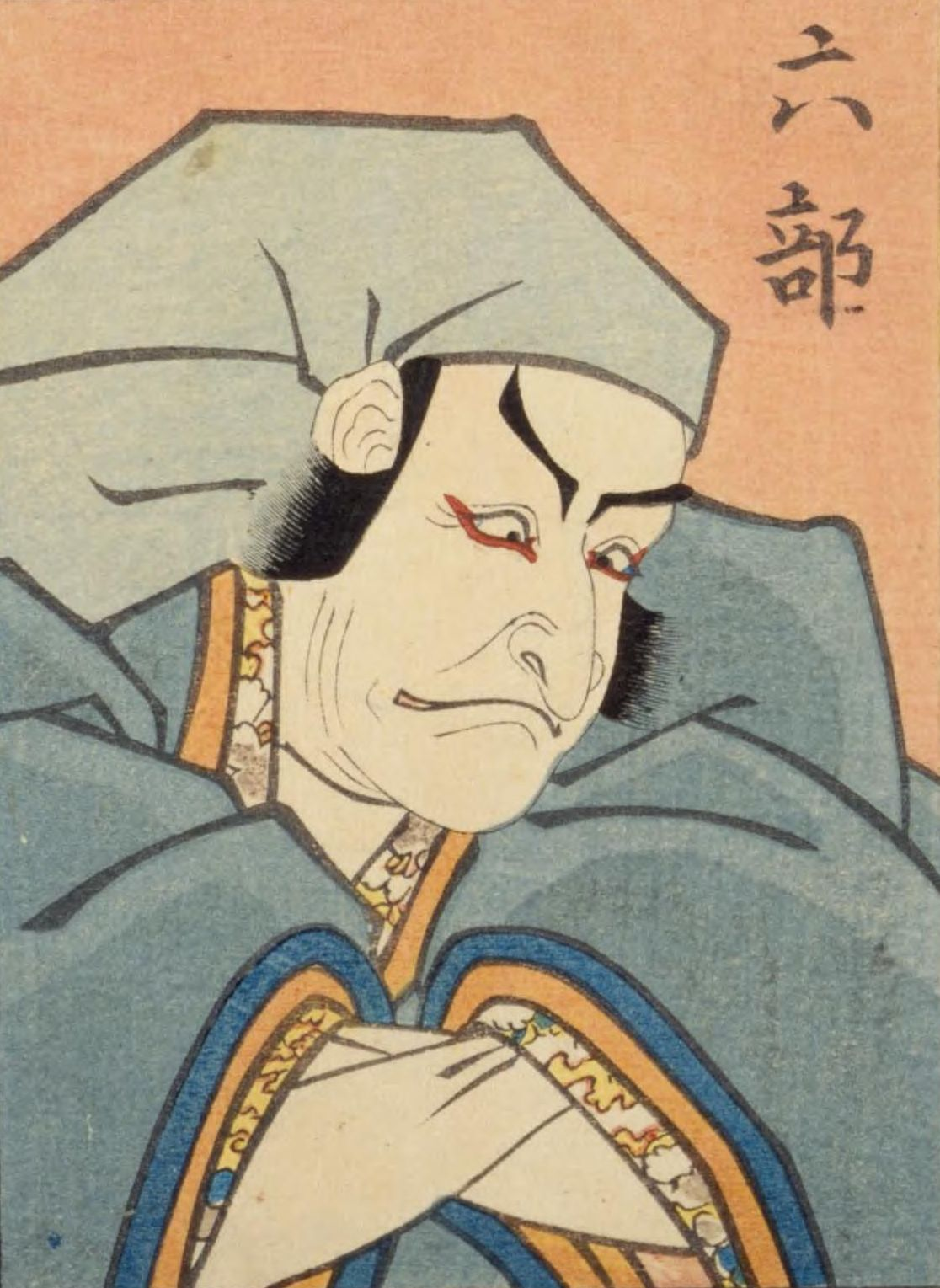
四代目市川團十郎
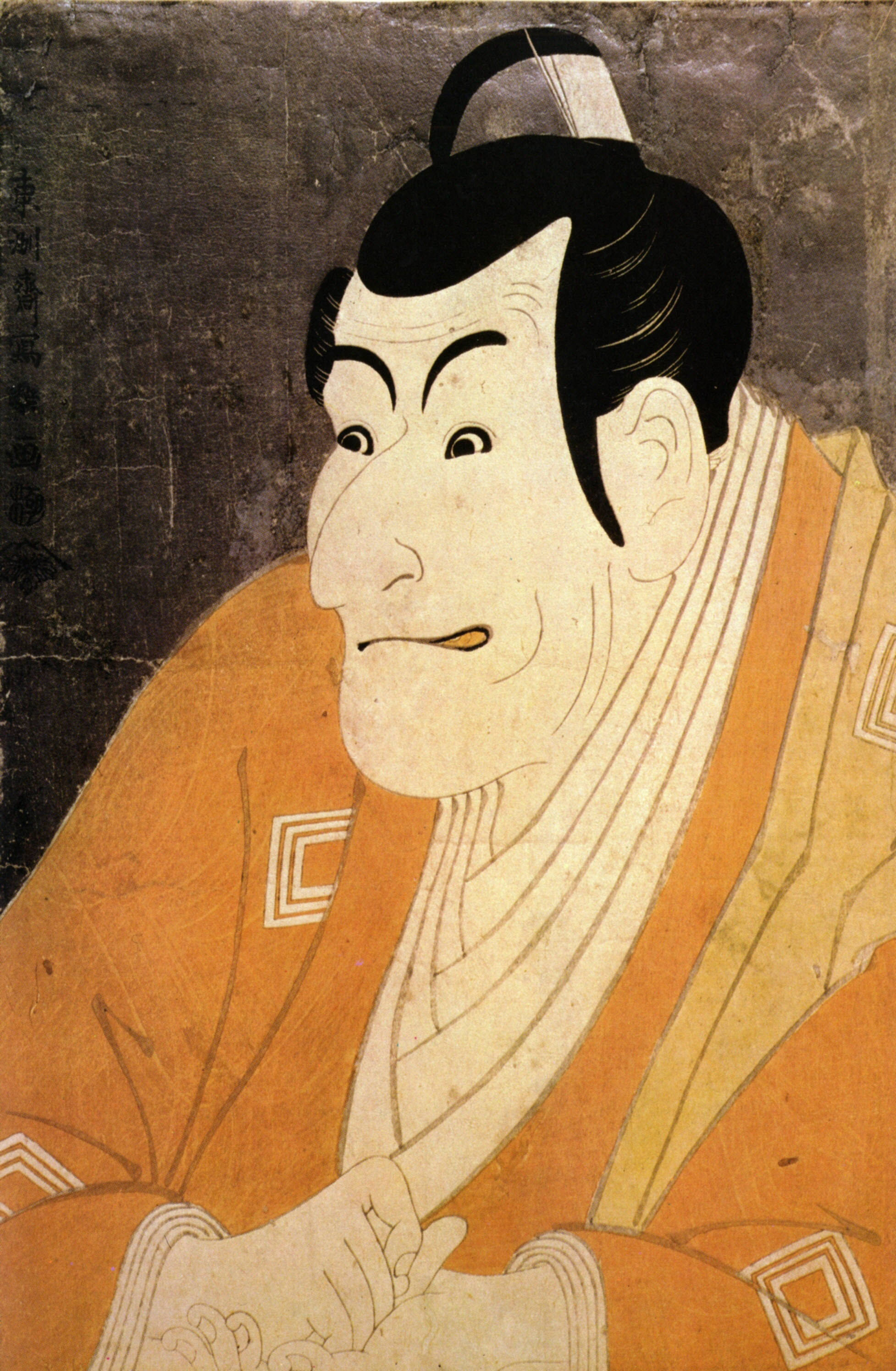
五代目市川團十郎
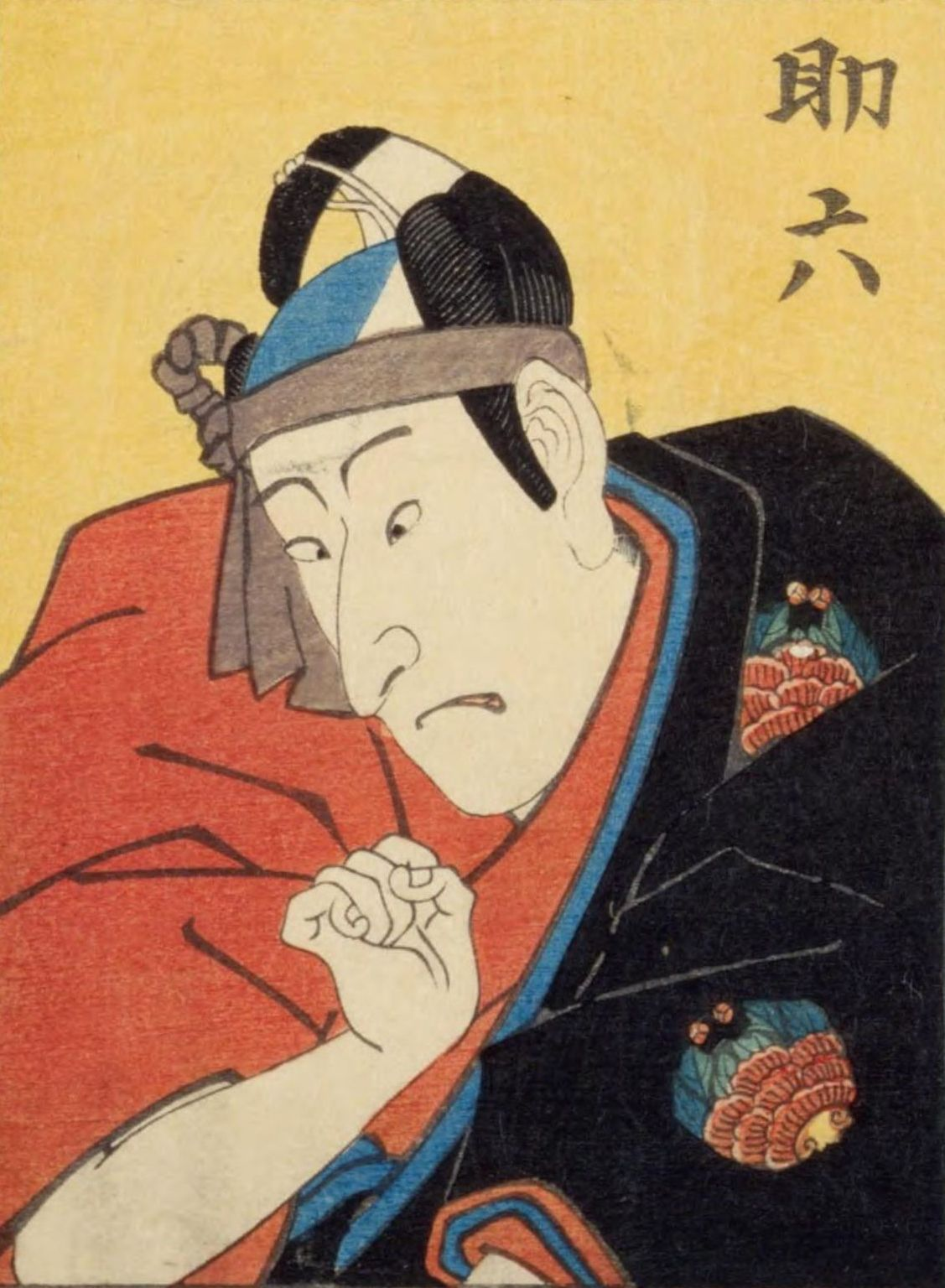
六代目市川團十郎
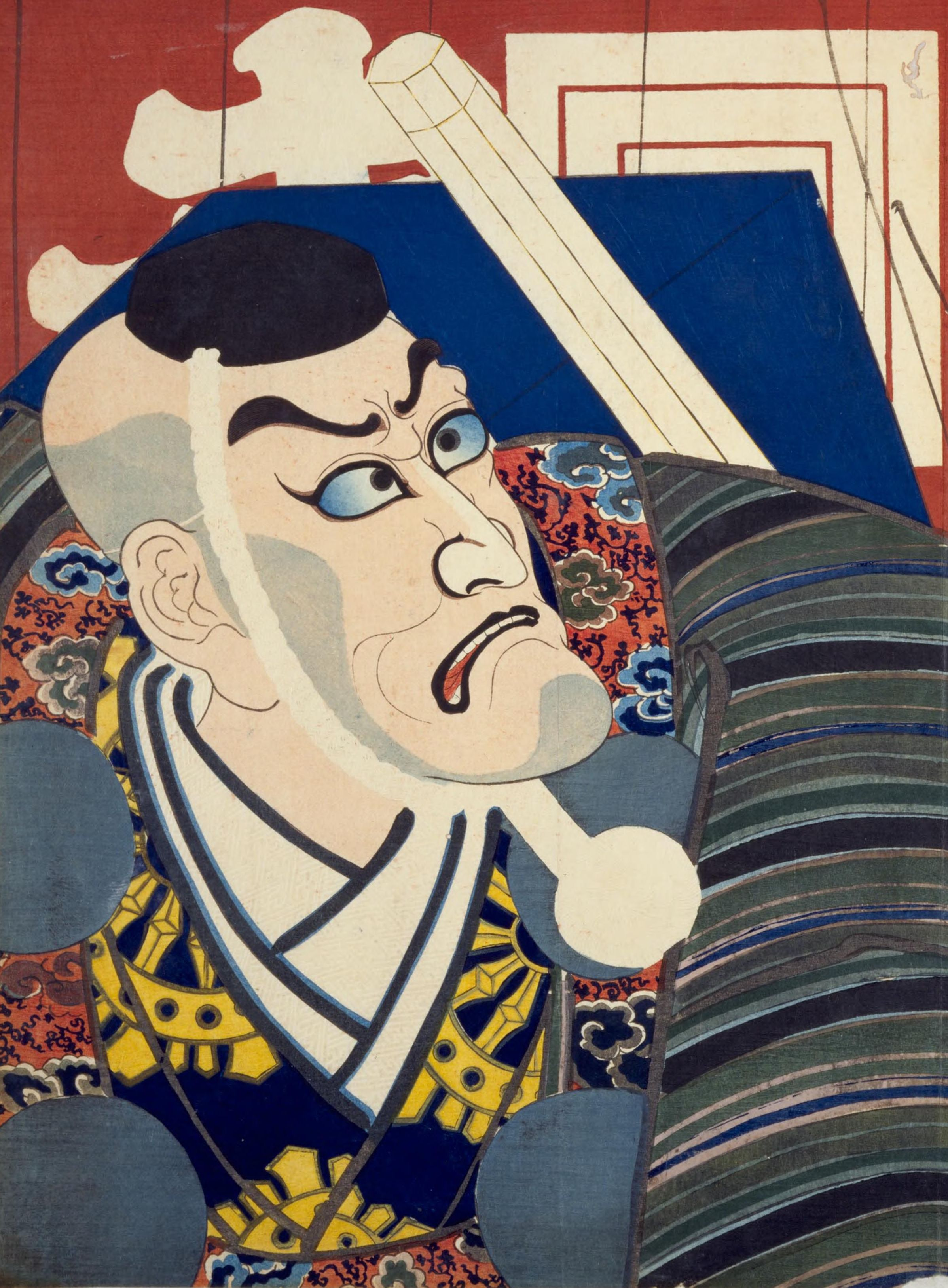
七代目市川團十郎
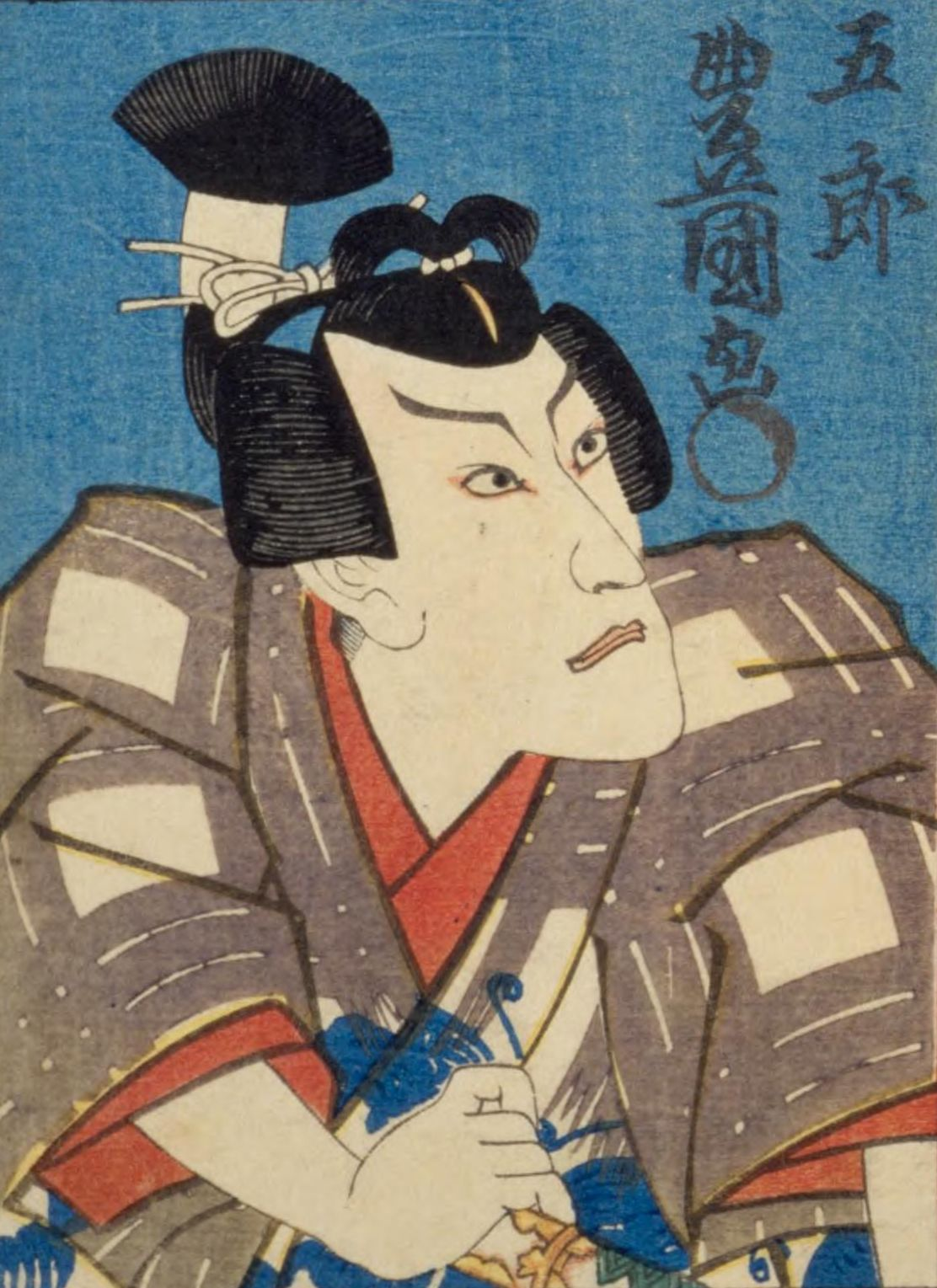
八代目市川團十郎
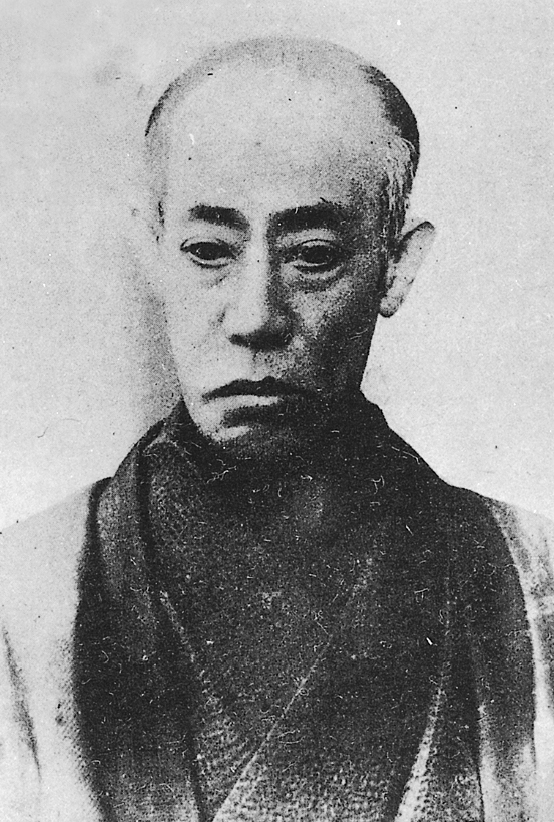
九代目市川團十郎
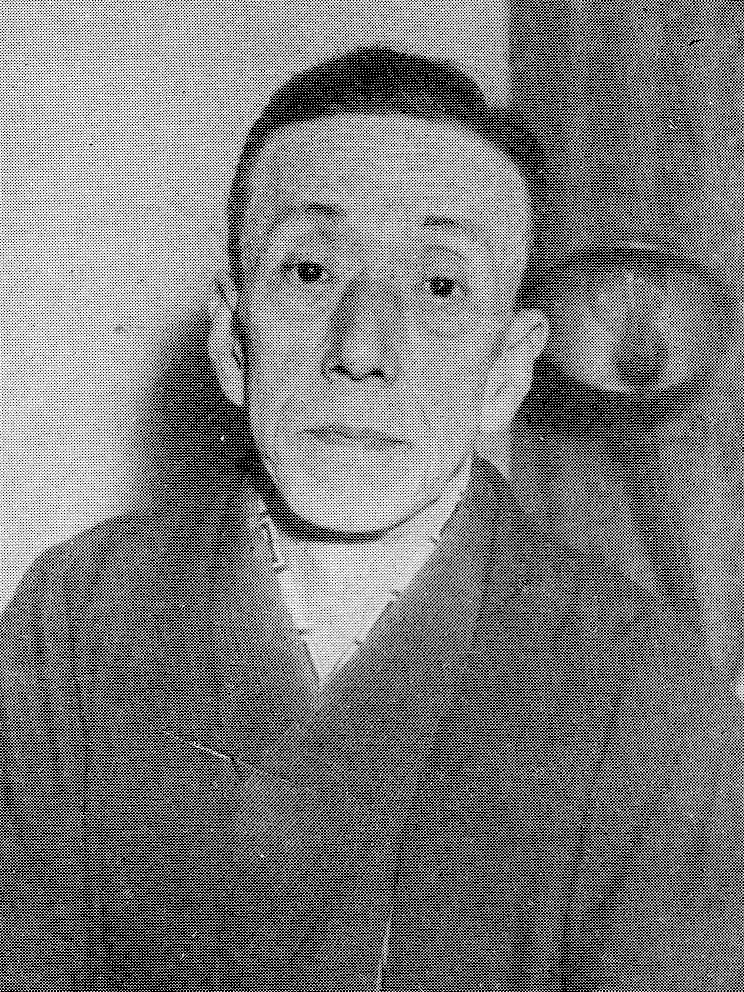
贈十代目市川團十郎
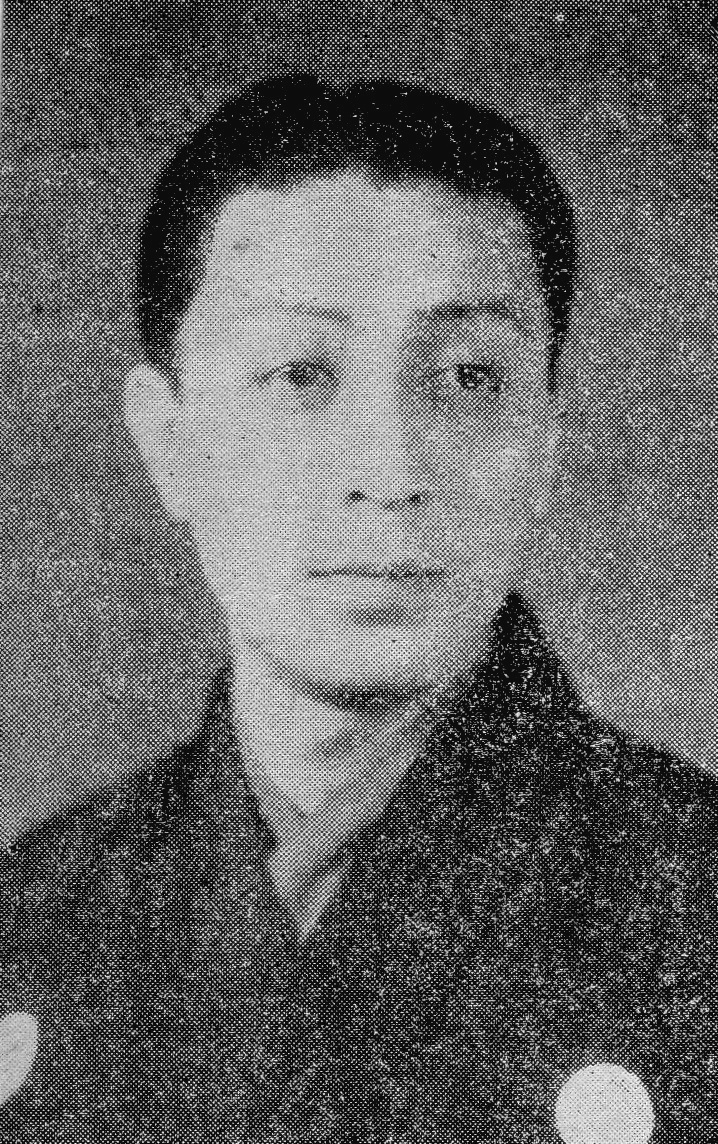
十一代目市川團十郎
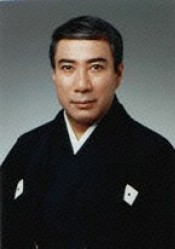
十二代目市川團十郎